# Metodo voltmetrico
Il metodo voltmetrico è un metodo adatto a misurare resistenze elevate (per altri metodi vedere ohmmetro) ma dove non è necessario una grande precisione. Le resistenze che si possono misurare con questo metodo devono essere di valore comparabile alla resistenza interna del voltmetro. Il metodo consiste nell'effettuare due letture distinte di tensione.

La prima lettura consiste nel misurare la tensione della nostra sorgente di alimentazione.

La seconda lettura consiste nel misurare la tensione quando, in serie al nostro voltmetro, c'è la resistenza incognita.

È facilmente dimostrabile che il valore della resistenza incognita è dato da:
{\displaystyle R_{x}=R_{v}\left({\frac {V'}{V''}}-1\right)}
dove:
- Rx = valore della resistenza incognita
- Rv = valore della resistenza interna al voltmetro
- V' = valore della prima lettura del voltmetro
- V" = valore della seconda lettura del voltmetro

Ovviamente, per poter ridurre l'errore di questo metodo è necessario che la tensione di alimentazione sia abbastanza elevata da permettere al voltmetro di arrivare il più vicino possibile al fondoscala.
Dobbiamo precisare che in questo modo presupponiamo che la tensione di alimentazione del circuito non vari tra la prima e la seconda lettura e questo non è vero, visto che varia la corrente erogata e perciò varia la caduta di tensione interna alla nostra sorgente di alimentazione. Questo tipo di errore, in genere, si può trascurare visto che questo metodo non ha pretese di grande precisione, ma ha il vantaggio di essere di rapida esecuzione.
Se la resistenza è molto più piccola della resistenza interna del voltmetro (Rx < di 1/10 di Rv) le due letture di tensione sono troppo simili e diviene rilevante l'errore su loro rapporto (V'/V").
Se la resistenza è molto più grande della resistenza interna del voltmetro (Rx > di 10 Rv) la seconda lettura è troppo piccola e di conseguenza diviene rilevante poterla apprezzare con la giusta precisione.